# Mus caroli
Mus caroli је врста глодара из породице мишева (лат. Muridae).

## Распрострањење
Врста има станиште у Вијетнаму, Камбоџи, Кини, Лаосу, Мјанмару, Тајланду и Хонгконгу.

## Станиште
Врста Mus caroli има станиште на копну.

## Начин живота
Исхрана врсте Mus caroli укључује семе.

## Угроженост
Ова врста није угрожена, и наведена је као последња брига јер има широко распрострањење.

### Популациони тренд
Популација ове врсте је стабилна, судећи по доступним подацима.